# Cartoon Network (Espagne)
Pour les articles homonymes, voir Cartoon Network (homonymie).
Cartoon Network était une chaîne de télévision espagnole du groupe Turner Broadcasting System lancée le 4 mars 1994 en tant que Cartoon Network Europe, devenue une version complètement espagnole dès le 23 août 1999. La chaîne, ainsi que Cartoonito, ont été fermés le 1er juillet 2013, sa programmation se retrouvant désormais sur Boing, appartenant aussi à Turner.

## Programmes

### Séries de Cartoon Network
- The Amazing World of Gumball (El asombroso mundo de Gumball)
- Adventure Time (Hora de Aventuras)
- Ben 10
- Ben 10: Alien Force
- Ben 10: Ultimate Alien
- Camp Lazlo (Campamento Lazlo)
- Chowder
- Clarence
- Class of 3000 (Clase de 3000)
- Codename: Kids Next Door (Código: KND)
- Courage the Cowardly Dog (Agallas, el perro cobarde)
- Cow and Chicken (Vaca y Pollo)
- Dexter's Laboratory (El Laboratorio de Dexter)
- Ed, Edd n Eddy (Ed, Edd y Eddy)
- Evil Con Carne (Demonio Con Carne)
- Foster's Home for Imaginary Friends (Foster, la casa de los amigos imaginarios)
- Generator Rex
- The Grim Adventures of Billy & Mandy (Las Macabras Aventuras de Billy y Mandy)
- Hero: 108 (Héroe: 108)
- Hi Hi Puffy AmiYumi
- I Am Weasel (Soy Comadreja)
- Johnny Bravo
- The Life and Times of Juniper Lee (Juniper Lee)
- The Marvelous Misadventures of Flapjack (Las maravillosas desventuras de Flapjack)
- Megas XLR
- Mike, Lu & Og (Mike, Lu y Og)
- My Gym Partner's a Monkey (Un mono em mi clase)
- Out of Jimmy's Head (La Alucinante Vida de Jimmy)
- The Powerpuff Girls (Las Supernenas)
- Powerpuff Girls Z (Las supernenas Z)
- Regular Show (Historias Corrientes)
- Robotboy
- Samurai Jack
- The Secret Saturdays (Los Sábados Secretos)
- Sheep in the Big City (Oveja en la ciudad)
- Squirrel Boy (Andy y Rodney)
- Time Squad (Escuadrón de Tiempo)
- Uncle Grandpa (Tito Yayo)

### Warner Bros. Animation
- Teen Titans
- Animaniacs (Animanía)
- Be Cool, Scooby-Doo! (¡Enróllate, Scooby-Doo!)
- The Batman
- Batman: The Animated Series (Batman: la serie animada)
- Batman of The Future (Batman del Futuro)
- Justice League (Liga de la Justicia)
- Legion of Super Heroes (Legión de Super Héroes)
- Loonatics Unleashed (Los Lunáticos)
- Looney Tunes
- The Looney Tunes Show
- Merrie Melodies
- Mucha Lucha!
- Pinky and the Brain (Pinky y Cerebro)
- Pinky, Elmyra and the Brain (Pinky, Elmyra y Cerebro)
- Scooby-Doo! Mystery Incorporated (Scooby-Doo! Misterios S.A.)
- Static Shock (Choque Estático)
- Superman: The Animated Series
- Sylvester and Tweety Mysteries (Los Casos de Silvestre y Piolín)
- Taz-Mania!
- Tiny Toon Adventures (Pequeñas Aventuras de Toon)
- Tom and Jerry Tales (Las Nuevas Aventuras de Tom y Jerry)
- What's New Scooby-Doo? (¿Qué hay de nuevo, Scooby-Doo?)
- Xiaolin Showdown

### Autres séries animées
- Johnny Test
- Transformers
- George de la jungle (George de la jungla)
- Wow! Wow! Wubbzy!
- Doraemon (Doraemon, el gato cósmico)
- Shin Chan
- Bobobo-bo Bo-bobo (Bobobo)
- Olive et Tom (Campeones: Oliver y Benji)
- Shaman King
- Lizzie McGuire
- Lalaloopsy
- Dragon Ball (Bola de Dragón)
- Dragon Ball Z (Bola de Dragón Z)
- Dragon Ball GT
- Les chevaliers du Zodiaque (Los Caballeros del Zodiaco)
- Mirmo
- Keroro, mission Titar (Sargento Keroro)
- Viewtiful Joe
- Les Mélodilous (Los Backyardigans: Tus amiguitos del jardín)
- Ruby Gloom
- The DaVincibles
- Geronimo Stilton
- Messy et le monde d'Okido (Messy va a Okidó)
- Bakugan Battle Brawlers (Luchadores Bakugan)
- Bakugan Battle Brawlers: New Vestroia (Bakugan: Nueva Vestroia)
- Bakugan: Gundalian Invaders (Bakugan: Invasores Gundalianos)
- Penguin no Mondai (Líos de Pingüino)
- Kim Possible
- Wussywat, le chat fantastique (Wussywat, el Gato Patoso)
- Star Wars: The Clone Wars

### Séries de Hanna-Barbera
- 2 Stupid Dogs (Dos Perros Tontos)
- The Addams Family (La familia Addams)
- The Addams Family (La familia Addams)
- Atom Ant (La Hormiga Atómica)
- Dastardly and Muttley in Their Flying Machines (Las aventuras de Pierre Nodoyuna y Patán en sus máquinas voladoras)
- Droopy maître détective (Droopy, el gran detective)
- The Dukes (Los Duques)
- Dumb & Dumber (Dos tontos muy tontos)
- The Flintstones (Los Picapiedra)
- Goober and the Ghost Chasers (Gobber y los Cazafantasmas)
- Heathcliff and Marmaduke
- Help!... It's the Hair Bear Bunch! (Los osos revoltosos)
- Hong Kong Phooey
- Inch High Private Eye (Pulgarcito, investigador privado)
- Jabberjaw (Mandibulín)
- The Jetsons (Los Supersónicos)
- Jonny Quest
- Josie and the Pussycats (Josie y las Gatimelódicas)
- Lippy the Lion & Hardy Har Har (Leoncio el león y Tristón)
- The Magilla Gorilla Show (El Show de Maguila Gorila.)
- Monchhichi
- The New Adventures of Captain Planet (Capitán Planeta y los planetarios)
- The New Adventures of Jonny Quest (Las Nueva Aventuras de Jonny Quest)
- The New Scooby and Scrappy-Doo Show (El nuevo show de Scooby y Scrappy-Doo)
- The New Scooby-Doo Movies (Las nuevas películas de Scooby-Doo)
- The New Scooby-Doo Mysteries (Los nuevos misterios de Scooby-Doo)
- The New Yogi Bear Show (El Nuevo Show del Oso Yogui)
- The Perils of Penelope Pitstop (Los peligros de Penélope Glamour)
- A Pup Named Scooby-Doo (Un Cachorro llamado Scooby-Doo)
- Scooby-Doo and Scrappy-Doo (Scooby-Doo y Scrapy-Doo)
- The Scooby-Doo Show (El show de Scooby-Doo)
- Scooby-Doo, Where Are You! (Scooby-Doo, ¿dónde estás?)
- The Smurfs (Los Pitufos)
- Super Friends (Súper Amigos)
- Tom and Jerry (Tom y Jerry)
- Tom and Jerry Kids (Los pequeños Tom y Jerry)
- Top Cat (Don Gato)
- Yogi Bear (El Oso Yogi)
- The Yogi Bear Show (El show del Oso Yogi)
- Yogi's Space Race (La carrera espacial de Yogi)
- Yogi's Treasure Hunt (Yogi y la búsqueda del tesoro)